# Nacionalitat històrica

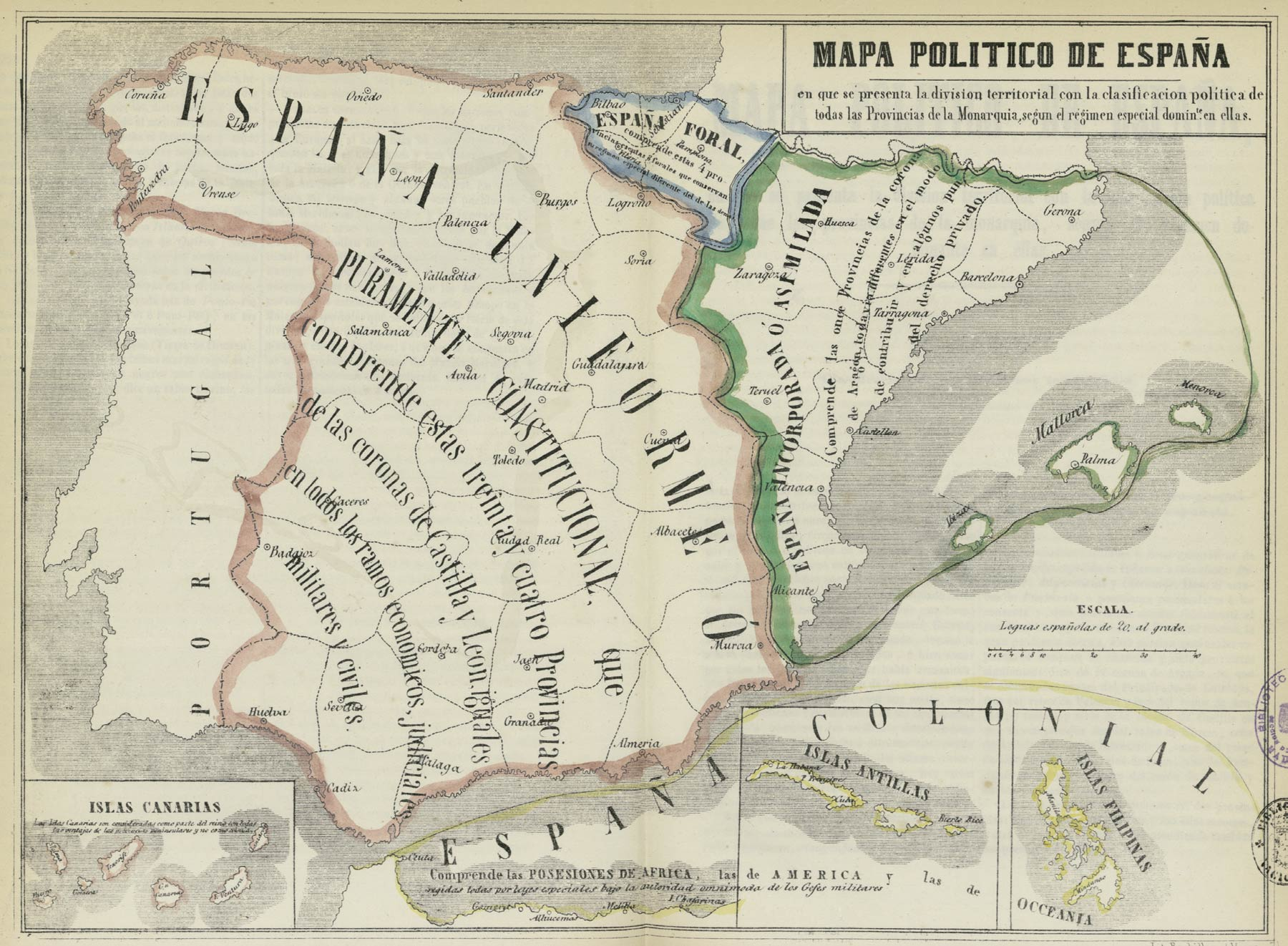
Mapa del mostrant les extensions dels drets tradicionals forals consuetudinaris. Les jurisdiccions forals estaven basades en els antics regnes. A les comunitats autònomes d'avui en dia no els està oficialment permés crear lligams que puguin restableïr les relacions històriques tradicionals entre algunes d'elles.

Nacionalitat històrica, realitat nacional, caràcter nacional o, simplement, nacionalitat són termes que s'han vingut emprant des de la reinstauració democràtica a Espanya per a referir-se a aquelles comunitats autònomes que tenen un sentiment nacional, plasmat en nivells competencials diferenciats.
Actualment, les comunitats autònomes que tenen reconeguda la característica de «nacionalitat» són:
- Comunitat Autònoma d'Andalusia: utilitza el terme «nacionalitat» al primer estatut de la restauració democràtica, i en la reforma de 2006, es defineix com a realitat nacional.[6]
- Comunitat Autònoma d'Aragó: utilitza el terme «nacionalitat» a partir de les modificacions de 1996.[7]
- Comunitat Autònoma de les Illes Balears: usa el terme «nacionalitat històrica» al primer article de l'estatut d'autonomia del 1983[8]
- Comunitat Autònoma de les Illes Canàries: a partir de la reforma d'Estatut d'Autonomia de 1996.[9]
- Comunitat Autònoma de Catalunya: utilitza el terme «nacionalitat» al primer estatut de la restauració democràtica i en l'Estatut d'Autonomia de Catalunya de 2006, al preàmbul es defineix Catalunya com a nació.[10]
- Comunitat Autónoma de Galícia: utilitza el terme «nacionalitat històrica» al primer estatut de la restauració democràtica, però en la reforma que es preveu posar en marxa el 2006, s'està considerant el terme caràcter nacional.[3]
- Comunitat Autònoma Basca: utilitza el terme «nacionalitat» al primer estatut de la restauració democràtica.[11]
- Comunitat Autònoma Valenciana: a partir de l'Estatut d'Autonomia de 2006 utilitza els termes «nacionalitat» i «nacionalitat històrica».[12]